# Hamburg-Horn
Horn ist ein Stadtteil im Bezirk Hamburg-Mitte der Freien und Hansestadt Hamburg.

## Geographie

### Geographische Lage
Horn liegt teilweise im Urstromtal der Elbe. Die Grenze zwischen der Geest im Norden und der fruchtbaren Marsch im Süden verläuft durch den Stadtteil.

### Ausdehnung des Stadtgebiets
Südlich begrenzt wird Horn durch die Bille. Im Norden bildet die Bundesautobahn 24 nach Berlin die Stadtteilgrenze, im Westen die Güterumgehungsbahn Hamburg. Im Osten ist die Legienstraße die Grenze zum Stadtteil Billstedt, hier war auch bis zum Inkrafttreten des Groß-Hamburg-Gesetzes 1938 die Hamburger Landesgrenze.

### Nachbarstadtteile
Im Norden grenzt Marienthal an Horn, im Osten Billstedt, im Süden Billbrook und im Westen Hamm.

## Geschichte
Der Name Horn bedeutet Vorsprung, hier eines bewaldeten Höhenrückens, der sich von dem flachen Marschgebiet der Hammerbrooker Wiesen abhob. Im Jahre 1306 wird Horn erstmals urkundlich erwähnt, als der Ritter Heinrich von Wedel einen Hof in Horn an das Hospital zum Heiligen Geist überträgt. Das Dorf lag damals etwa bei der heutigen Straße Bauerberg. 1383 verkaufte Graf Adolf VII. von Holstein-Kiel den Ort an den Hamburger Rat, der ihn 1410 in die neugebildete Landherrenschaft Hamm und Horn eingliederte. Seit Beginn des 17. Jahrhunderts erbauten sich Hamburger Kaufleute in Horn Landhäuser mit ausgedehnten Gartenanlagen. Der Ort verlor so allmählich seinen dörflichen Charakter und wurde zu einem Wohnort für wohlhabende Hamburger.

Horn um 1907 – Ecke Bauerberg (links) und Horner Landstraße, im Hintergrund die Martinskirche

Horn als Dorf – Bauernhaus vor 1914, Horner Landstraße Nr. 284

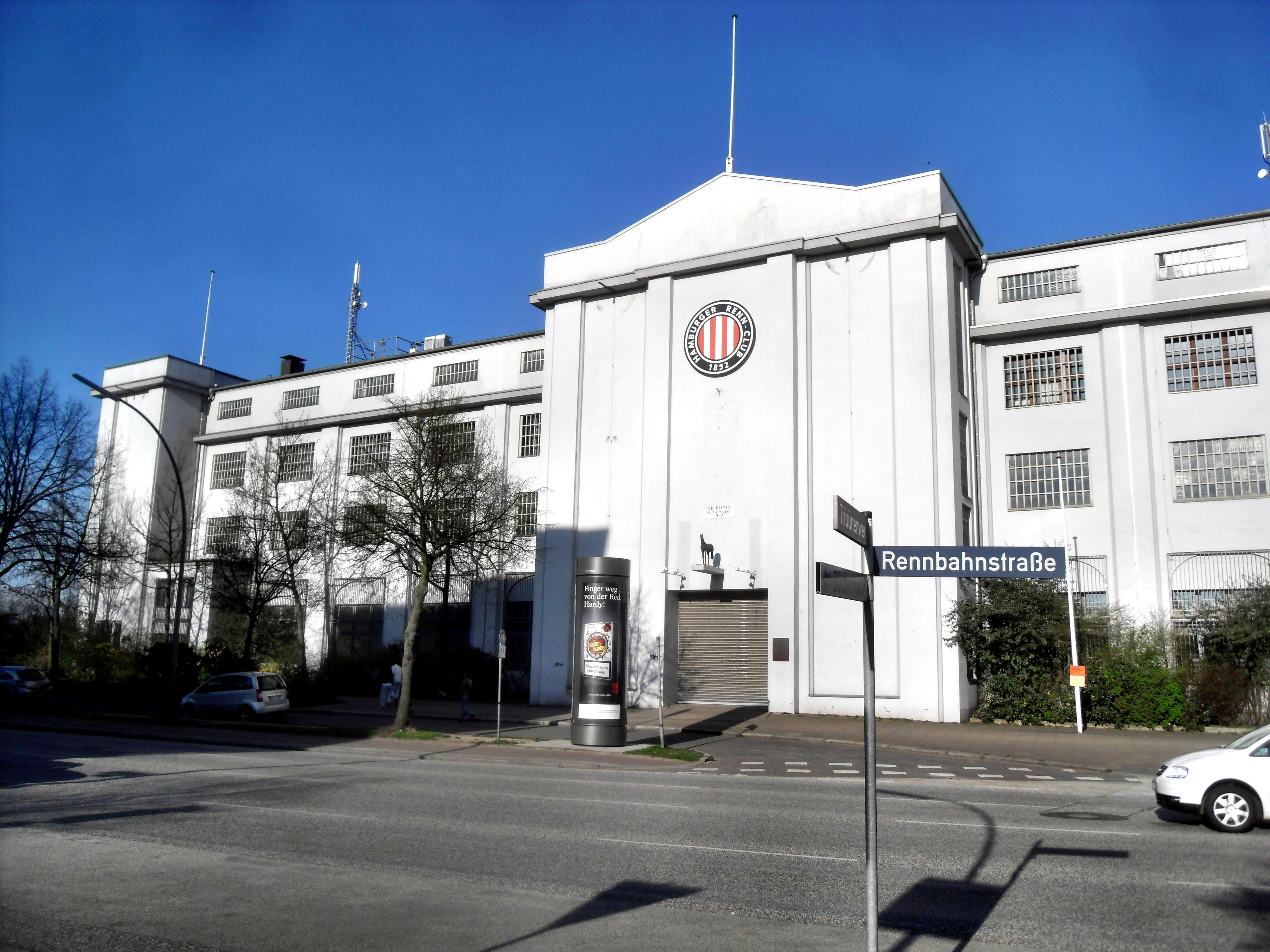
Der Eingang der Horner Rennbahn in Hamburg-Horn von der Rennbahnstraße aus

Die französischen Besatzer Hamburgs planten 1814 Horn (wie zuvor schon Hamm) als Schussfeld gegen die anrückenden russischen Truppen niederzubrennen, dazu kam es wegen des schnellen russischen Erfolges jedoch nicht mehr, so dass der Ort gerettet wurde. Durch die Neuordnung des Hamburgischen Landgebietes kam Horn 1830 zur Landherrenschaft der Geestlande. Kurz darauf, 1833, gründete der lutherische Pastor Johann Hinrich Wichern, der ein Anhänger der pietistischen Erweckungsbewegung war, in einer von Karl Sieveking zur Verfügung gestellten Strohdachkate an der Grenze zu Hamm das Rauhe Haus als Rettungshaus für Großstadtkinder. Heute übernimmt die gleichnamige Stiftung viele Aufgaben der Diakonie in Hamburg. Horn bekam 1835 mit der Pferdeomnibuslinie eine Anbindung an die Hamburger Innenstadt. 1855 wurde die Horner Rennbahn erbaut, auf der seit 1869 das Galoppderby (zunächst Norddeutsches Derby, heute Deutsches Derby) stattfindet. 1874 wurde Horn zum Vorort von Hamburg erhoben, die Eingemeindung folgte 1894.
In den 1920er- und 1930er-Jahren wurde Horn großflächig aufgesiedelt und mit Geschosswohnungen im typischen Hamburger Backsteinstil bebaut. Die Planung der Nationalsozialistischen Verkehrspolitik sah vor, in Horn einen Autobahnhof als östlichen Stadteingang und Endpunkt der aus Berlin kommenden Reichsautobahn zu erbauen. Umgesetzt wurde davon lediglich der Horner Kreisel, die geplante imposante Bebauung kam nicht zustande. Im Zweiten Weltkrieg wurde Horn weitgehend zerstört und der Wiederaufbau dauerte bis in die 1960er Jahre. Den Fliegerangriff am 28. Juli 1943 Operation Gomorrha überstanden nur wenige Gebäude unbeschadet. Dazu gehörten neben der Martinskirche auch die beiden großen Schulen am Rhiemsweg und „Beim Pachthof“. Aus der Horner Dorfzeit vor 1874 steht aber heute nur noch das „Haus Tanne“ auf dem Gelände des Rauhen Hauses. Im Jahre 1959 begann die großflächige Bebauung der Horner Geest mit Wohnungen nach einem Plattenbausystem. Der größte Teil der heutigen 8.200 Wohnungen wurde in dieser Zeit gebaut. Heute leben hier ca. 19.000 Menschen (2023). Bis zum Jahre 2030 sollen weitere 3.100 Wohnungen gebaut werden, die dann durch die Verlängerung der U-Bahnlinie 4 bis 2027 an den Öffentlichen Nahverkehr angebunden sind. Im Jahr 2006 feierte Horn sein 700-jähriges Bestehen mit einem großen Stadtteilfest, bei dem auch der Musiker Guildo Horn auftrat.

### Religionen

Baptistisches Predigerseminar Horn um 1888

Wie das gesamte Stadtgebiet wurde auch Horn mit Einführung der Reformation im 16. Jahrhundert evangelisch-lutherisch. Eine eigene Kirche bekam der Ort jedoch erst 1886 mit der Martinskapelle. Im Jahr 1894 erhielt die Kirche einen Glockenturm und wurde damit zur Martinskirche, zuvor war Horn nach Hamm eingepfarrt. Nach dem Zweiten Weltkrieg wurden mit der Timotheuskirche, der Nathanelkirche, der Kapernaumkirche und der Philippuskirche weitere lutherische Kirchen erbaut. Die Kapernaumkirche wurde 2004 entwidmet und stand bis 2012 leer. Heute befindet sie sich dort die Al-Nour-Moschee. Daneben existiert mit der St.-Olaf-Gemeinde auch eine Römisch-katholische Kirche und außerdem eine Freie evangelische Gemeinde in Horn.
Von 1888 bis 1997 war Hamburg-Horn Standort des Predigerseminars der deutschen Baptisten. Die Lehrgebäude und das Studentenwohnheim befanden sich an der Rennbahnstraße 115. Die theologische Ausbildungsstätte der Baptisten verlegte im Zuge der deutschen Wiedervereinigung ihren Sitz nach Wustermark-Elstal bei Berlin. Mit dem Seminar zog auch das Zentrale Oncken-Archiv des Bundes Evangelisch-Freikirchlicher Gemeinden dorthin um.

## Statistik
(Quelle: )
- Anteil der unter 18-Jährigen: 16,2 % [Hamburger Durchschnitt: 16,8 % (2023)]
- Anteil der Haushalte mit Kindern: 16,2 % [Hamburger Durchschnitt: 17,8 % (2023)]
- Anteil der über 64-Jährigen: 14,5 % [Hamburger Durchschnitt: 17,8 % (2023)]
- Ausländeranteil: 30,6 % [Hamburger Durchschnitt: 20,7 % (2023)]
- Anteil von Leistungsempfängern nach SGB II: 15,5 % [Hamburger Durchschnitt: 10,0 % (2023)]
- Arbeitslosenquote: 8,3 % [Hamburger Durchschnitt: 6,2 % (2023)]

Hamburg-Horn zählt zu den ärmeren Hamburger Stadtteilen. Die durchschnittlichen jährlichen Einkünfte pro Steuerpflichtigen betrugen hier im Jahre 2020 etwa 27.182 Euro und sind deutlich geringer als der Hamburger Durchschnitt (48.035 Euro).

### Einwohnerentwicklung

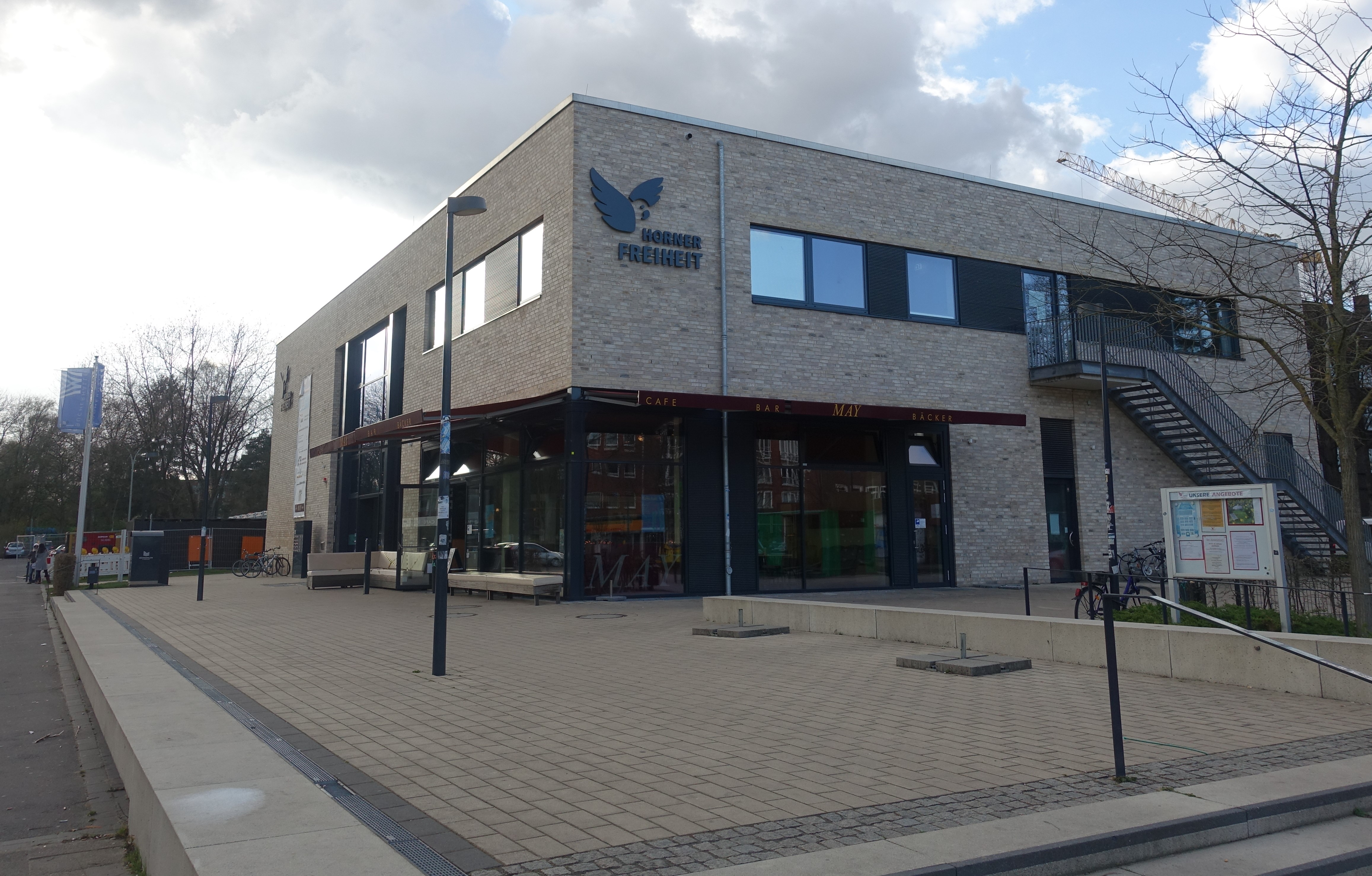
Das Stadtteilhaus – Horner Freiheit

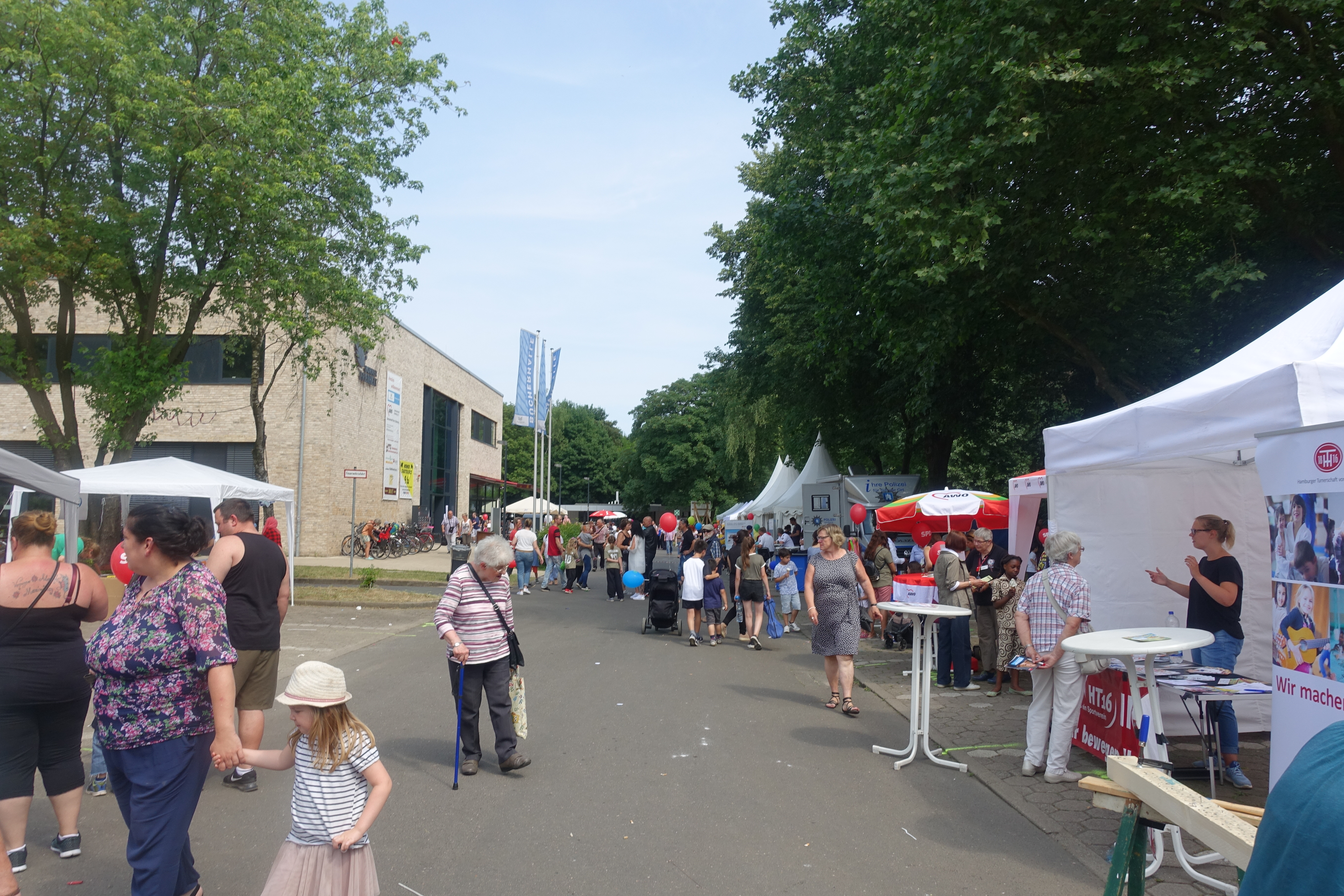
Stadtteilfest in Hamburg-Horn Juni 2018, links das Stadtteilhaus „Horner Freiheit“

- 1988: 37.216
- 1990: 38.502
- 1992: 39.237
- 1994: 38.597
- 1996: 37.817
- 1998: 36.402
- 2000: 35.522
- 2002: 35.350
- 2004: 36.291
- 2006: 36.490
- 2008: 37.351
- 2010: 37.635[6]
- 2012: 37.599[7]
- 2013: 37.614[8]
- 2019: 38.569[9]
- 2023: 38.857[5]

## Politik
Für die Wahl zur Bürgerschaft gehört Hamburg-Horn zum Wahlkreis Hamburg-Mitte.
Die Bürgerschaftswahlen 2025, 2020, 2015, 2011, 2008, 2004, 2001, 1997, 1993, 1991 und 1987 führten zu folgenden Ergebnissen:
| Bürgerschaftswahl | SPD    | CDU    | Linke1) | AfD    | Grüne2) | FDP    | Übrige   |
| ----------------- | ------ | ------ | ------- | ------ | ------- | ------ | -------- |
| 2025              | 36,2 % | 14,2 % | 13,8 %  | 11,9 % | 11,8 %  | 01,7 % | 10,3 %   |
| 2020              | 44,0 % | 07,6 % | 11,2 %  | 09,1 % | 16,8 %  | 03,2 % | 08,1 %   |
| 2015              | 53,0 % | 12,2 % | 09,8 %  | 08,8 % | 07,5 %  | 03,9 % | 04,8 %   |
| 2011              | 55,2 % | 18,3 % | 08,0 %  | –      | 06,4 %  | 04,4 % | 07,7 %   |
| 2008              | 42,0 % | 37,1 % | 08,2 %  | –      | 04,7 %  | 03,6 % | 04,1 %   |
| 2004              | 37,1 % | 43,3 % | –       | –      | 05,7 %  | 02,5 % | 11,4 %3) |
| 2001              | 41,3 % | 22,0 % | 00,5 %  | –      | 03,9 %  | 02,9 % | 29,4 %4) |
| 1997              | 44,4 % | 23,9 % | 00,5 %  | –      | 08,1 %  | 02,2 % | 22,9 %5) |
| 1993              | 50,7 % | 19,3 % | –       | –      | 08,0 %  | 02,5 % | 19,5 %6) |
| 1991              | 57,8 % | 29,1 % | –       | –      | 04,1 %  | 03,1 % | 05,8 %   |
| 1987              | 54,7 % | 35,8 % | –       | –      | 04,4 %  | 03,9 % | 01,2 %   |
| 1986              | 51,2 % | 37,8 % | –       | –      | 06,6 %  | 03,0 % | 01,7 %   |

1) 1997 und 2001 als PDS.

2) Bis 2011 als Grüne/GAL.

3) Darunter 5,9 % für ProDM.

4) Darunter 25,5 % für die Schill-Partei.

5) Darunter 10,1 % für die DVU.

6) Darunter 6,3 % für Die Republikaner und 5,2 % für die DVU.
Bei den Wahlen zur Bezirksversammlung bildet der Stadtteil den gleichnamigen Wahlkreis. Bei Bundestagswahlen zählt Horn zum Bundestagswahlkreis Hamburg-Mitte.

## Kultur und Sehenswürdigkeiten

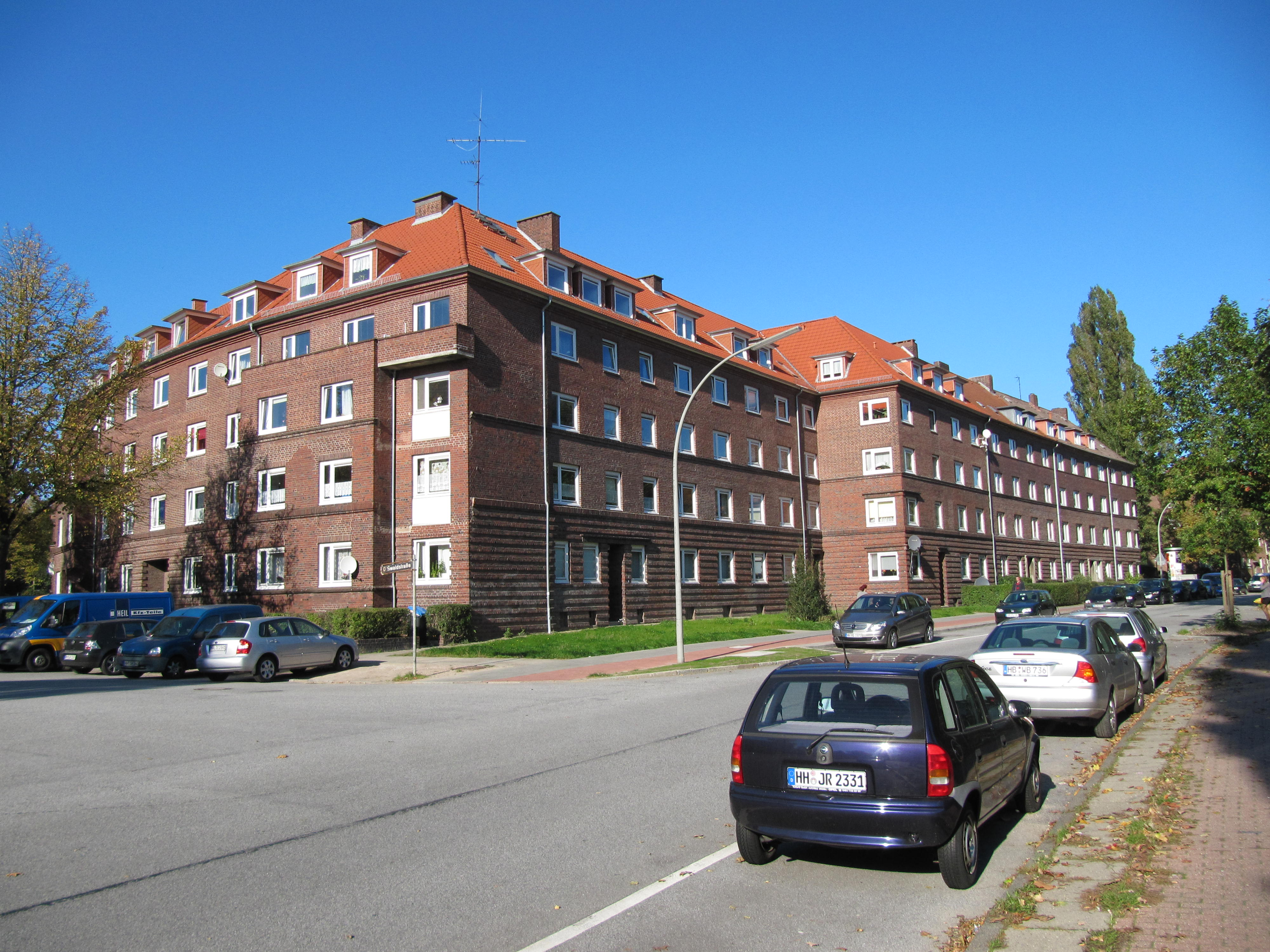
Typische Backsteinbebauung in der Straße Bauerberg

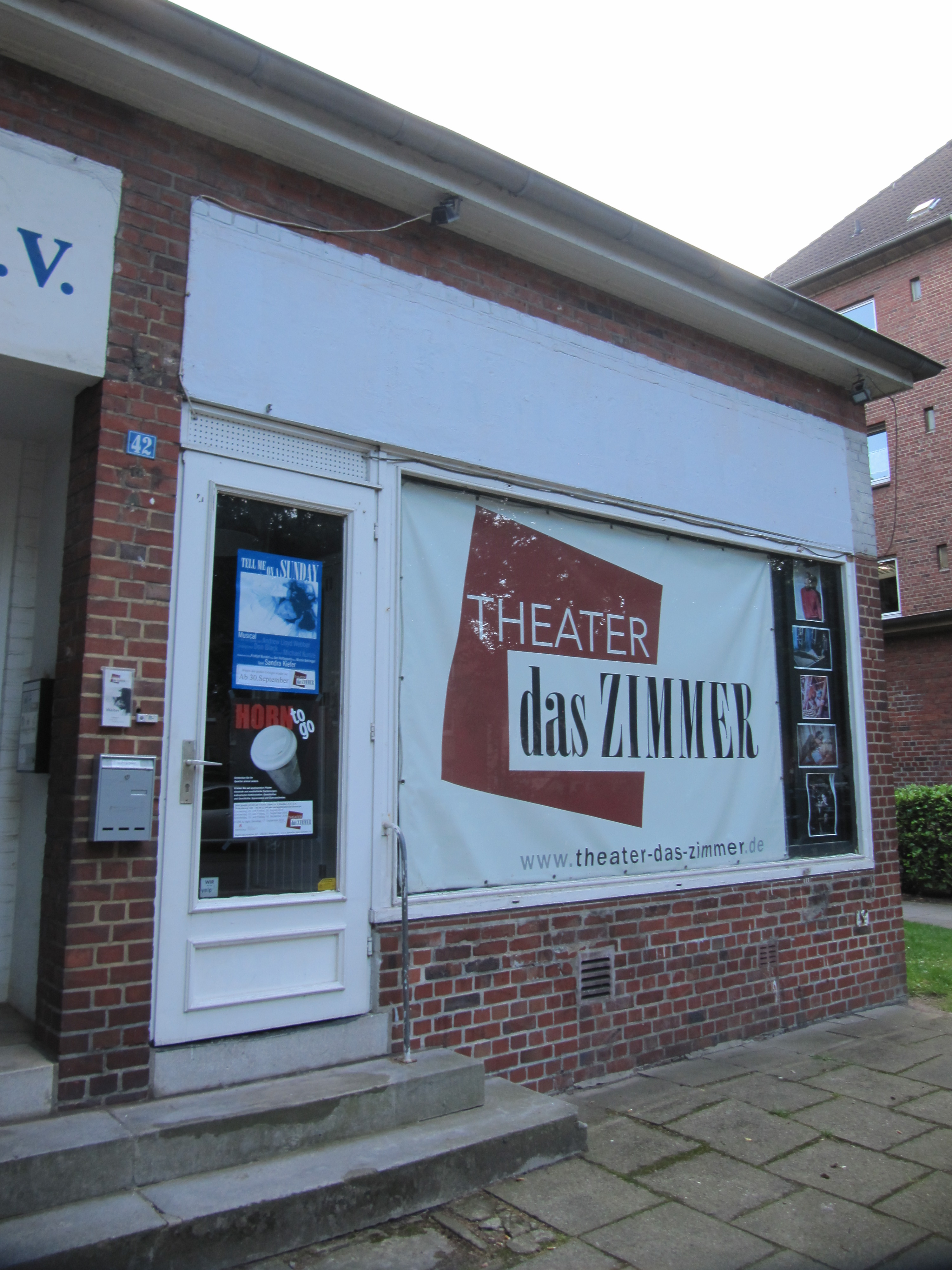
„Theater das Zimmer“ (Washingtonallee 42)

### Theater
- Mit dem „Theater das Zimmer“, das rund 40 Sitzplätze hat, befindet sich Hamburgs kleinstes Theater in Horn.
- Seit 2006 nutzt das ursprünglich im Wandsbeker Bürgerhaus gegründete „Kleine Hoftheater“ den Gemeindesaal der Martinskirche als neue Spielstätte und feierte dort 2010 sein 25-jähriges Bestehen.

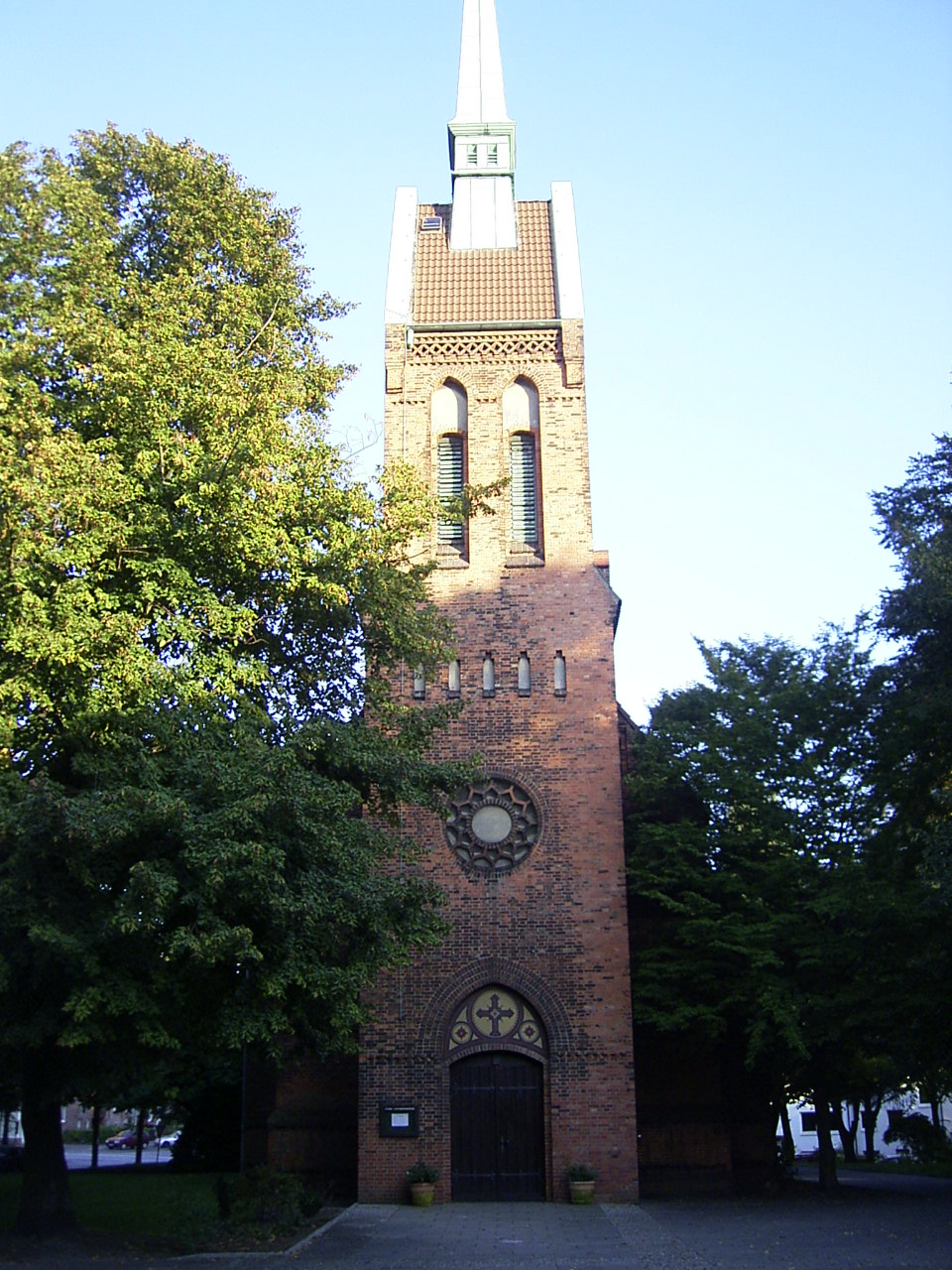
Evangelisch-lutherische Martinskirche

### Bauwerke
Die Martinskirche von 1886 steht seit 1998 unter Denkmalschutz (Architekt: Johannes Vollmer). Ein Beispiel für typischen Kirchenbau nach dem Zweiten Weltkrieg stellt die Kapernaumkirche dar, die 1960/61 von Otto Kindt erbaut wurde und bis 2004 als Kirche genutzt wurde. Ebenfalls typisch für ihre Zeit ist die 1929 bis 1931 von Fritz Schumacher erbaute Schule Beim Pachthof.
Das Stadtteilhaus „Horner Freiheit“ wurde 2016 eröffnet und liegt direkt an der U-Bahn-Station Horner Rennbahn. In der Horner Freiheit haben acht verschiedene Organisationen (AWO Seniorentreff, Das Rauhe Haus, Geschichtswerkstatt Horn, Evangelisch-Lutherischer Kirchenkreis Hamburg Ost, verikom Billstedt/Horn, Bücherhalle Horn, Stadtteilverein Horn, Capito, Cafe MAY) ihren Platz gefunden. Sie alle nutzen und verwalten das Haus gemeinsam als Trägerverein.

### Kunst im öffentlichen Raum

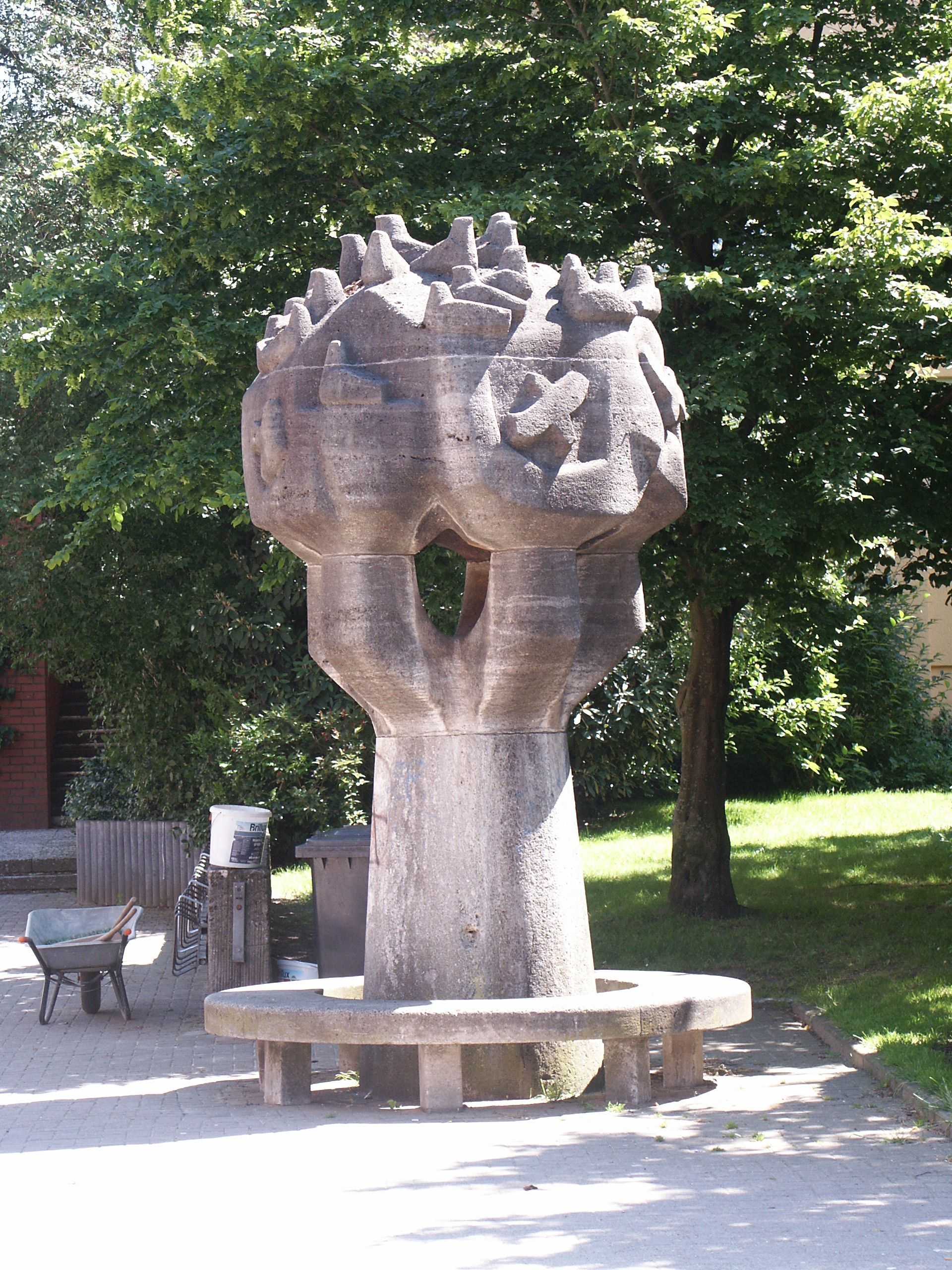
Steinbaum bzw. Vogelbaum an der Ladenzeile Kroogblöcke, Kurt Schwerdtfeger, 1963

Im Stadtteil Hamburg-Horn befindet sich eine Vielzahl an Kunstgegenständen im öffentlichen Raum. Einige der abstrakten oder gegenständlichen Kunstobjekte können aufgrund einer Gravur oder Plakette einem Künstler zugeschrieben werden, andere sind unbezeichnet.

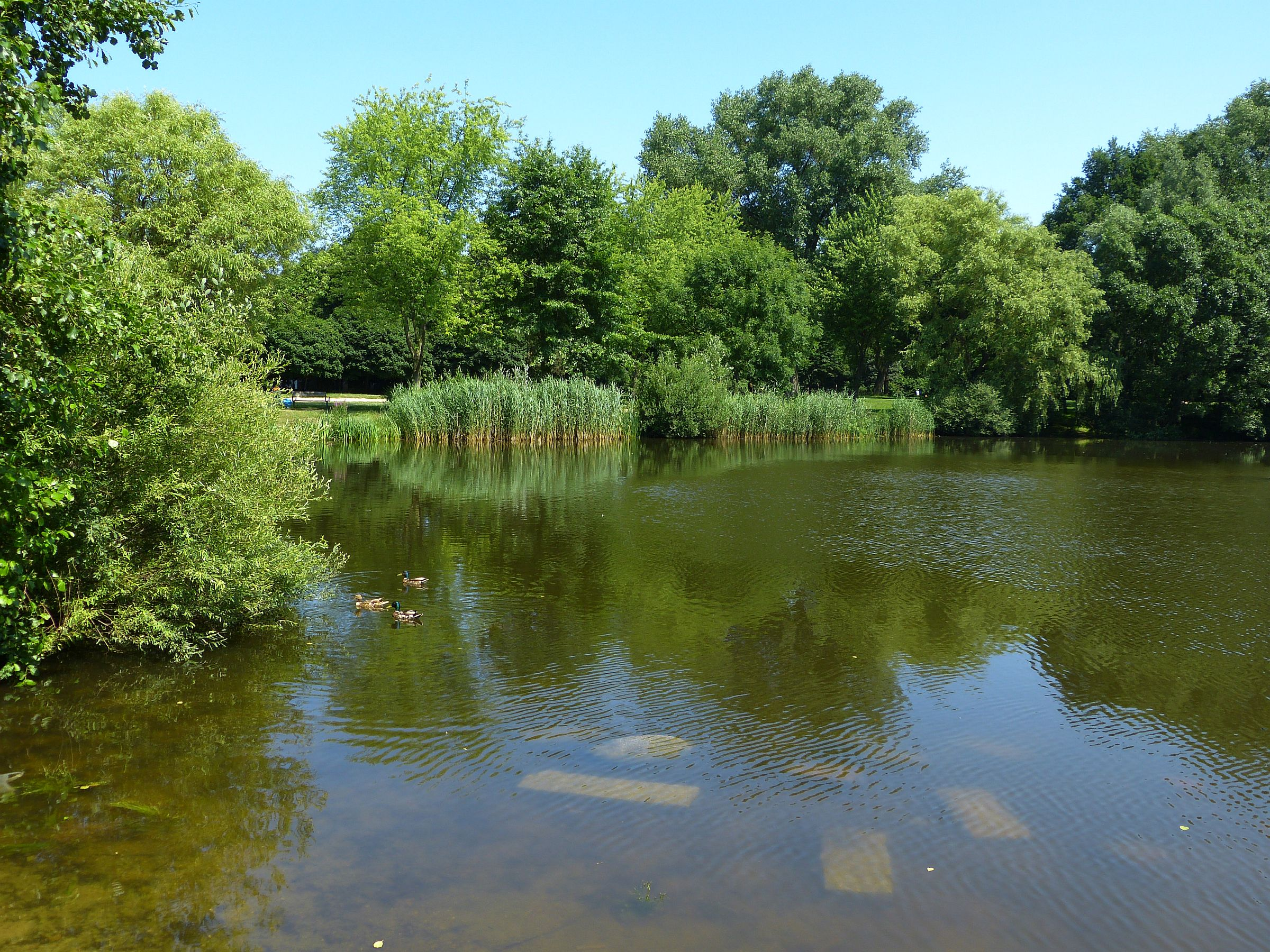
Horner Moor

### Parks
- Blohms Park
- Horner Park
- Horner Moor – ein kleiner Park mit einem Teich, der ehemals ein Naturbad war.[11] Im südlichen Teil liegen ein großer Spielplatz und ein Fahrradtrainingsplatz. Außerdem grenzt die Schule Speckenreye an diesen Park.
- Horner Rennbahn – die Rennbahn ist außerhalb der Rennsaison (Ende Juni bis Anfang Juli) als Freizeitpark Horner Rennbahn frei begehbar. Im Innenraum befinden sich ein Skateplatz, Basketballcourt, Minigolfplatz, drei Grillplätze, Grünflächen und eine umzäunte Hundeauslaufzone sowie ein See.
- Von Dratelnscher Park

### Sport
Auf der Galopprennbahn Hamburg-Horn findet seit 1869 jährlich im Juli das Deutsche Derby statt. Die heutigen Gebäude stammen von 1911, sind jedoch mehrfach umgebaut und verändert worden. Hier fand zudem 2001, 2003 und 2004 das Deutsche Vielseitigkeitsderby statt.
Größter Verein im Stadtteil ist der Hamburg-Horner Turnverein von 1905, der im Fußball unter der Bezeichnung FC St. Georg im Horner TV vorübergehend eine Kooperation mit dem SV St. Georg eingegangen war. Diese Kooperation wurde 2007 gelöst und der Horner TV tritt auch im Fußball wieder eigenständig an. Weiterhin hat der Verein die Abteilungen Turnen, Badminton, Tanzen und Tischtennis.
Am Von-Elm-Weg in Horn spielt seit seiner Gründung im Jahr 2010 der Fußballverein FC Preußen Hamburg.

## Wirtschaft und Infrastruktur

### Ansässige Unternehmen
Die ThyssenKrupp Fahrtreppen GmbH, eine Tochter der TK Elevator, ist mit 750 Mitarbeitern größter Arbeitgeber im Stadtteil.

### Verkehr

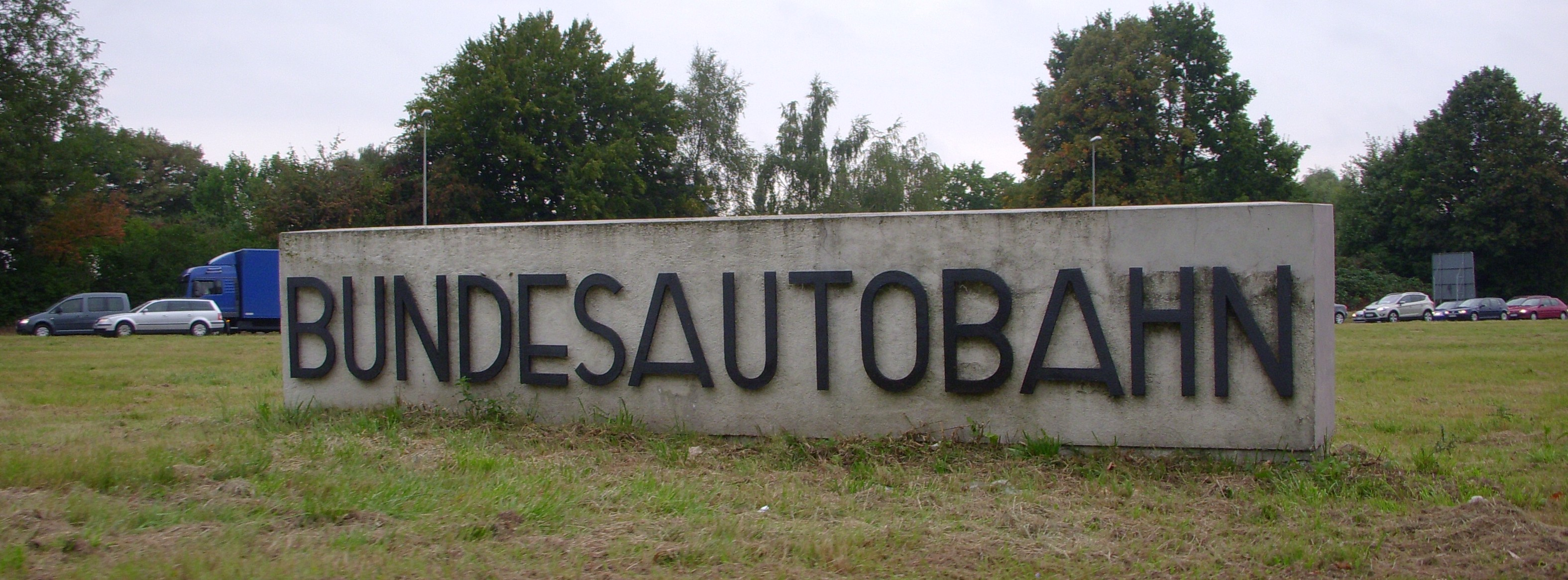
Vormaliges Schild „Bundesautobahn“ in Hamburg-Horn (2023 wegen Baufälligkeit abgerissen) am Anfang der ehemaligen A 1 nach Lübeck. Heute beginnt hier die A 24 nach Berlin.

Die Bundesautobahn 24 (von Berlin kommend) endet am Horner Kreisel, der gleichzeitig die Nordwestecke des Stadtteils markiert. Im Süden des Stadtteils verläuft die Bundesstraße 5. Beide werden durch den Ring 2, den mittleren Hamburger Straßenring, miteinander verbunden.
Der Betriebsbahnhof Hamburg-Horn liegt an der Güterumgehungsbahn Hamburg.

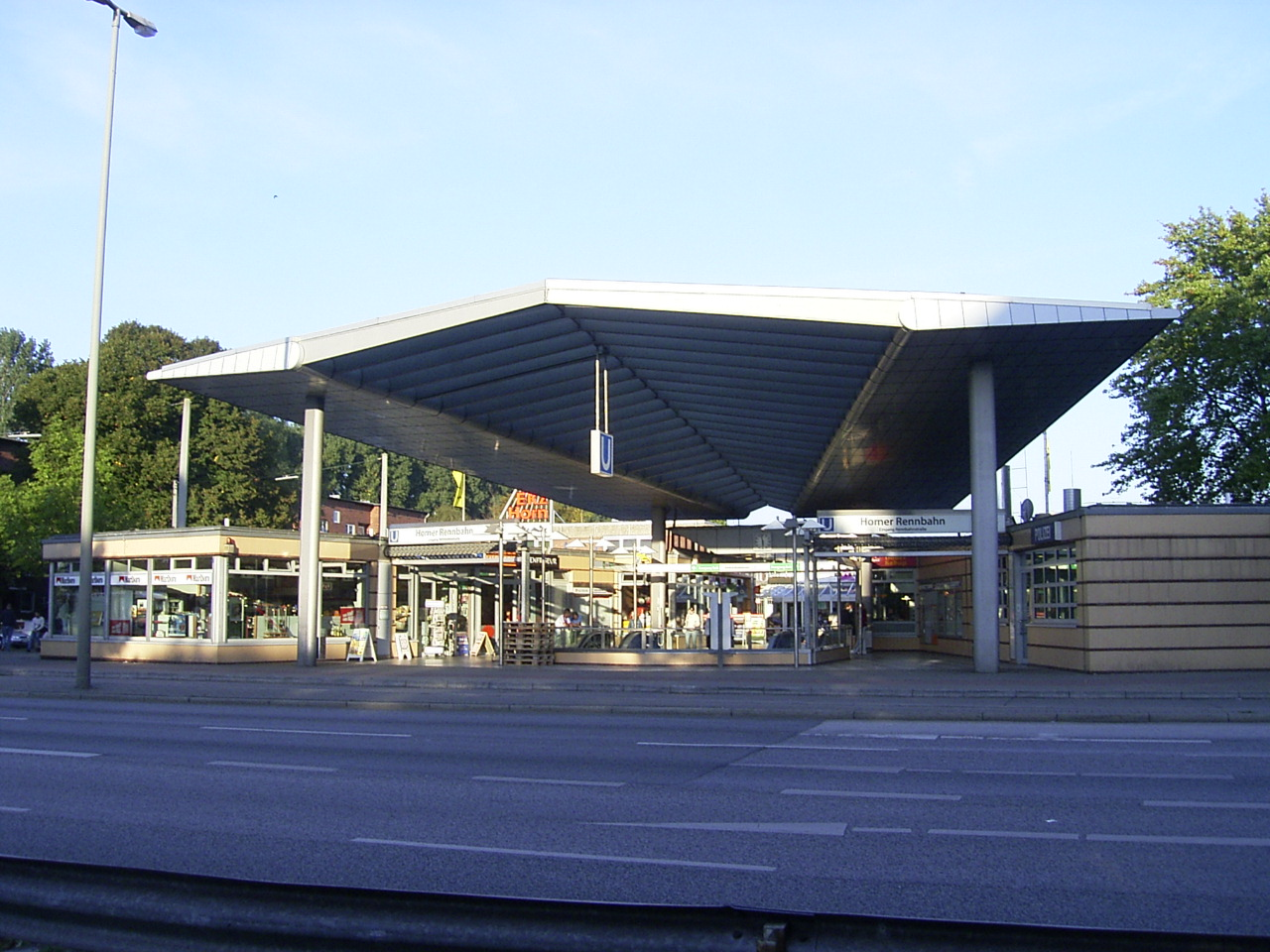
U-Bahn-Station Horner Rennbahn

Die U-Bahn verfügt mit den Haltestellen Horner Rennbahn und Legienstraße über zwei Haltepunkte der Linie U2 (Niendorf Nord – Mümmelmannsberg) und der Linie U4 (Billstedt – HafenCity Universität) im Stadtteil. Nach der Fertigstellung der Verlängerung der U-Bahn-Linie 4 (Baubeginn im April 2020) wird Horn ab Mitte der 2020er Jahre über zwei weitere U-Bahn-Haltestellen (Stoltenstraße und Horner Geest) verfügen. Der Bahnhof Horner Rennbahn ist gleichzeitig ein Knotenpunkt für den Busverkehr.

### Bildung

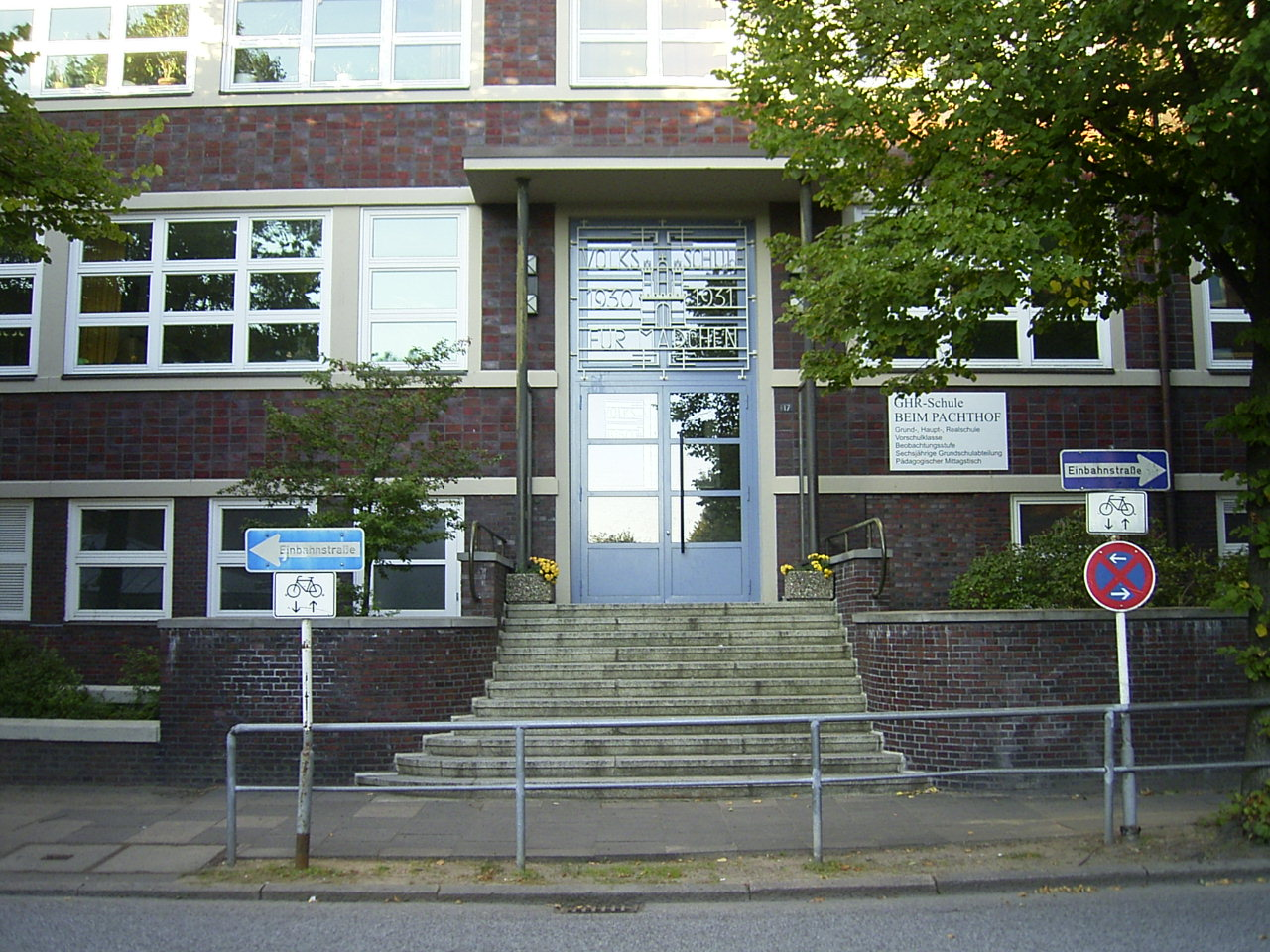
Grundschule beim Pachthof 17

- Evangelische Hochschule für Soziale Arbeit & Diakonie des Rauhen Hauses
- Stadtteilschule Horn, bestehend aus den drei Standorten, Rhiemsweg 6, Snitgerreihe 2 und Horner Weg 89
- Stadtteilschule Brüder Grimm, bestehend aus den zwei Standorten Steinadlerweg und Querkamp
- Evangelische Wichern-Schule mit Grundschule, Stadtteilschule und Gymnasium
- Grundschule Horn
- Grundschule Speckenreye
- Grundschule Beim Pachthof
- Grundschule Sterntalerstraße

## Persönlichkeiten
- Günter Lucks (1928–2022), deutscher Autor und Gewerkschafter, lebte lange in Horn
- Willy Colberg (1906–1986), deutscher Maler, Grafiker und Bootsbauer, arbeitete und wohnte nach 1961 in Horn
- TaiMO deutscher Rapper, lebt und ist aufgewachsen in Horn